# Umbellula thomsoni
Umbellula thomsoni is een Pennatulaceasoort uit de familie van de Umbellulidae. De wetenschappelijke naam van de soort is voor het eerst geldig gepubliceerd in 1874 door Albert von Kölliker.